# پرواز سریدن
پرواز سُریدن یا پرواز سُرنده (به انگلیسی: Gliding flight)، پروازی با هواپیما بدون استفاده از نیروی رانش و سنگین‌تر از هوا است. اصطلاح volplaning نیز به این حالت پرواز در جانوران اشاره دارد. این عمل توسط جانوران در حال پرواز و توسط هواپیماهایی مانند گلایدر استفاده می‌شود. این حالت پرواز شامل پرواز در یک فاصله قابل توجه به صورت افقی در مقایسه با فرود آن است و بنابراین می‌توان آن را از فرود مستقیم به پایین مانند چتر نجات متمایز کرد.
اگرچه کاربرد انسانی پرواز سُرنده معمولاً برای هواپیماهایی گفته می‌شود که برای این منظور طراحی شده‌اند، اما اکثر هواپیماهای دارای موتور توانایی سر خوردن بدون نیروی موتور را دارند. مانند پرواز پایدار، سر خوردن به‌طور کلی نیاز به استفاده از ایرفویل دارد، مانند بال‌های هواپیما یا پرندگان، یا غشای سریدن در یک پوسوم پرنده. با این حال، سر خوردن را می‌توان با یک بال صاف (غیرخمیده)، مانند یک هواپیمای کاغذی ساده، یا حتی با پرتاب کارت به دست آورد. با این حال، برخی از هواپیماها با پیکرهای بالارونده و جانورانی مانند مارهای پرنده می‌توانند با ایجاد یک سطح صاف در زیر، پروازی بدون بال داشته باشند.

## هواپیما ("گلایدر")
بیشتر هواپیماهای بالدار می‌توانند تا اندازه‌ای سر بخورند، اما انواع مختلفی از هواپیماها برای سر خوردن طراحی شده‌اند:
- گلایدر که به عنوان هواپیمای بادبانی نیز شناخته می‌شود
- گلایدر آویزان
- پاراگلایدر
- گلایدر سرعت
- چتر نجات رام-هوایی
- بادبادک پروانه‌دار، در صورت عدم اتصال، به عنوان گلایدر چرخشی یا ژیروگلایدر شناخته می‌شود.
- گلایدر نظامی
- هواپیمای کاغذی
- گلایدر با کنترل رادیویی
- گلایدر موشکی
- وینگسوت

## جانوران سرنده

### پرندگان
- آلباتروس
- کندور
- کرکس
- عقاب
- لک‌لک
- سینه‌بادکنک

### پستانداران

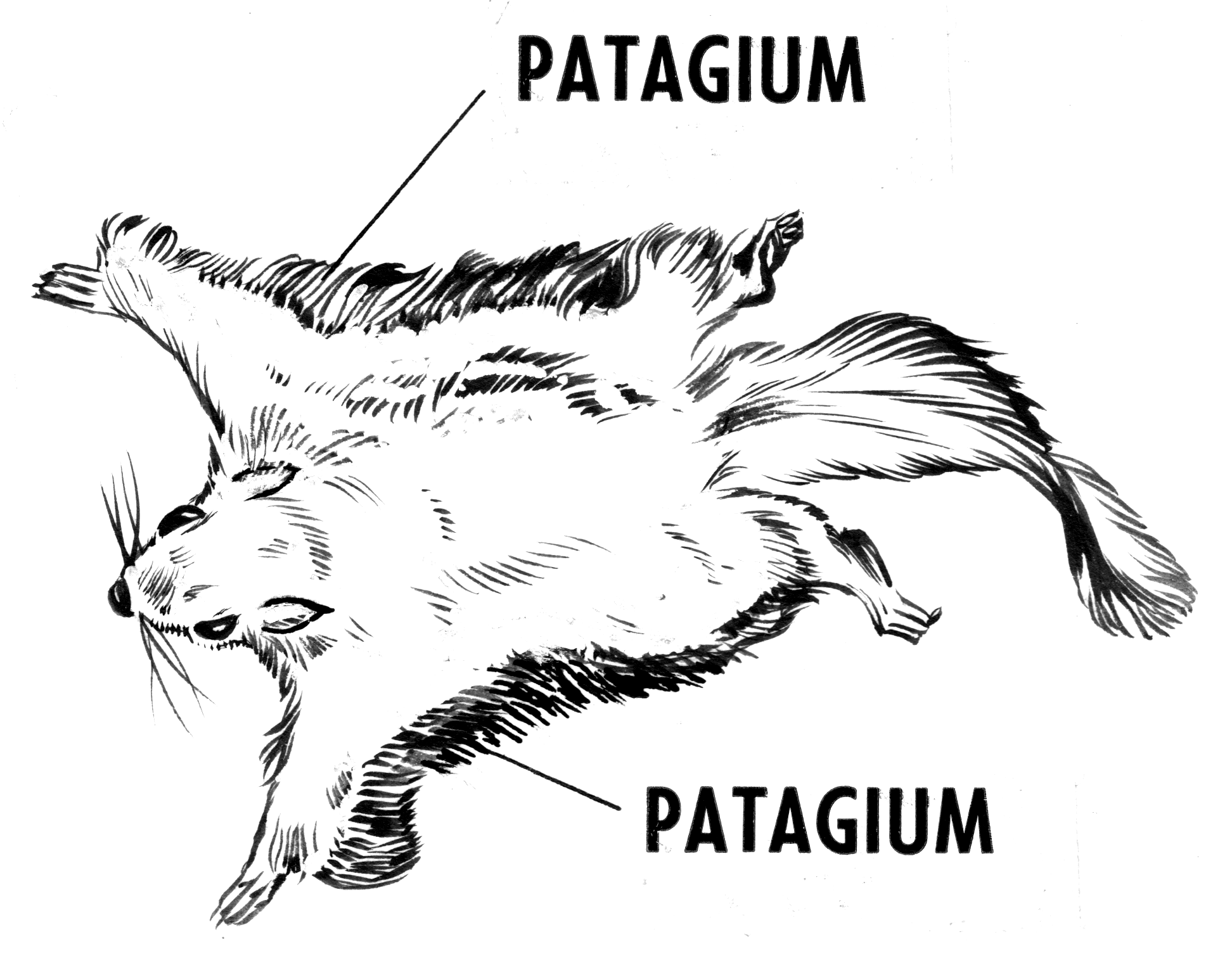
پاتاگیا در سنجاب پرنده

برای کمک به سر خوردن، برخی از پستانداران ساختاری به نام بال‌پوست (پاتاگیوم) ساخته‌اند. این یک ساختار غشایی است که در طیف گسترده‌ای از اعضای بدن کشیده شده‌است. در خفاش‌ها بسیار گسترش یافته‌است. به دلایل مشابه پرندگان، خفاش‌ها می‌توانند به‌طور مؤثری سر بخورند. در خفاش‌ها، پوستی که سطح بال را تشکیل می‌دهد، امتداد پوست شکم است که تا نوک هر انگشت کشیده می‌شود و اندام جلویی را با بدن یکی می‌کند. بال‌پوست خفاش چهار بخش جداگانه دارد:
1. پیش‌بال‌پوست (Propatagium): پاتاگیوم از گردن تا نخستین انگشت وجود دارد
2. انگشت‌بال‌پوست (Dactylopatagium): بخشی که در میان انگشت‌ها یافت می‌شود
3. پشت‌بال‌پوست (Plagiopatagium): بخشی که بین آخرین انگشت و اندام‌های عقبی یافت می‌شود که بخش اصلی در بال خفاش را تشکیل می‌دهد.
4. دم‌بال‌پوست (Uropatagium): بخش پشتی بدن بین دو اندام عقبی و دم

### ماهیان، خزندگان، دوزیستان و دیگر جانوران سرنده
علاوه بر پستانداران و پرندگان، جانوران دیگری به‌ویژه ماهیان پرنده، مارهای پرنده، قورباغه‌های پرنده و ماهی مرکب پرنده نیز سر می‌خورند.

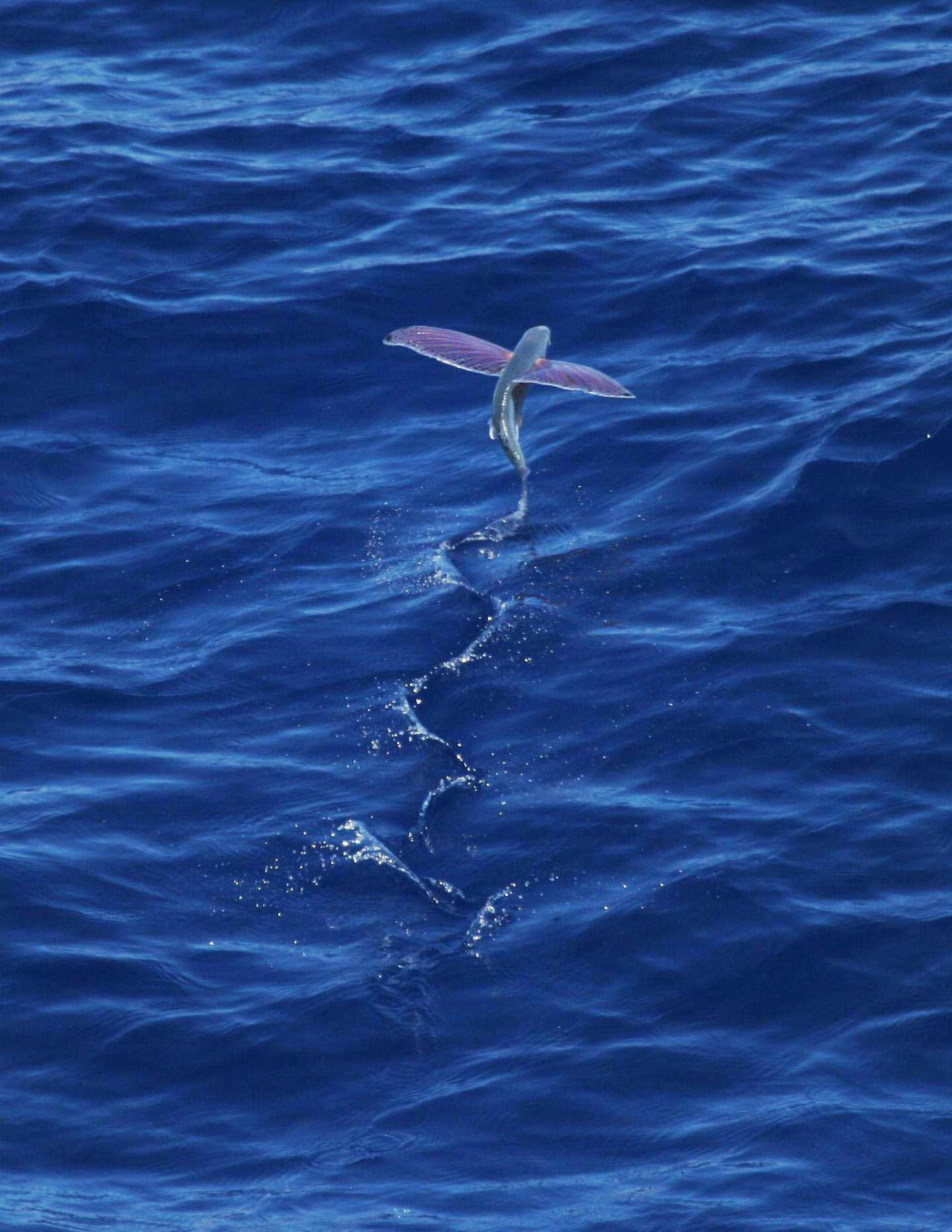
پرواز ماهی پرنده

## نیروها

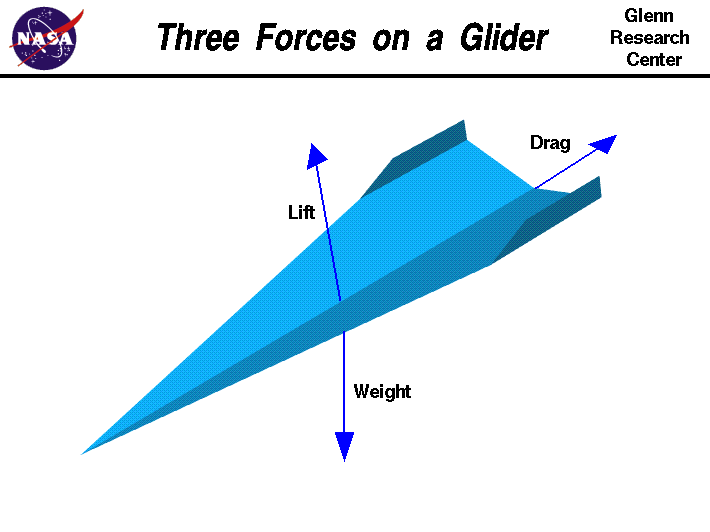
نیروهای بر روی یک حیوان یا هواپیمای در حال پرواز در حال پرواز

سه نیروی اصلی هنگام سر خوردن بر هواپیما و جانوران وارد می‌شوند:
- وزن - گرانش در جهت رو به پایین عمل می‌کند
- بالاروی - عمود بر بردار نشان‌دهنده سرعت هوا عمل می‌کند
- کشیدن - به موازات بردار نشان‌دهنده سرعت هوا عمل می‌کند